# Astragalus nitidiflorus
Astragalus nitidiflorus là một loài thực vật có hoa trong họ Đậu. Loài này được Jimenez & Pau miêu tả khoa học đầu tiên.

## Hình ảnh

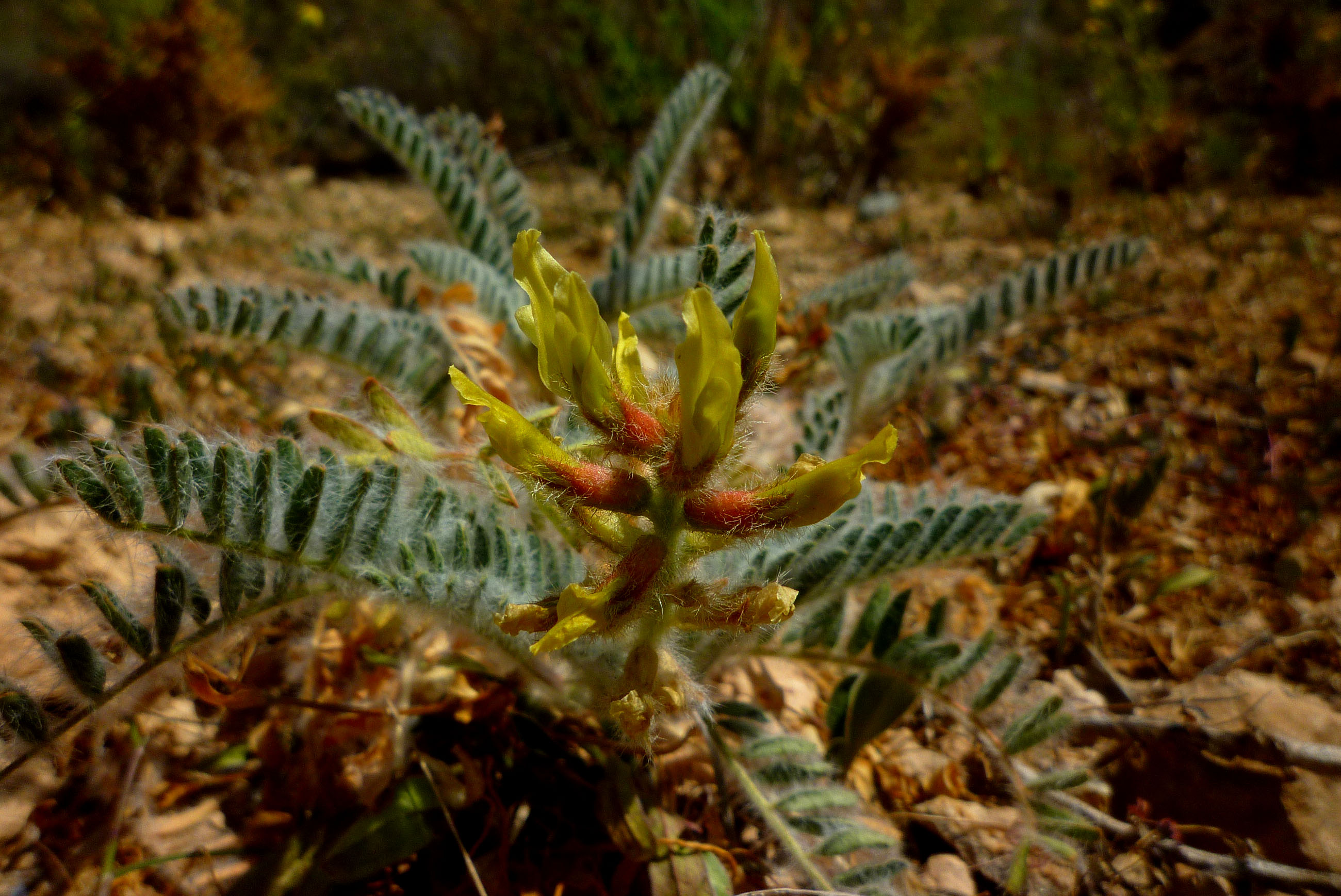